# 迪克森-希爾鎮區 (阿肯色州約翰遜縣)
迪克森-希爾鎮區（英語：Dickerson-Hill Township）是位於美國阿肯色州約翰遜縣的一個行政鎮區。

## 地方資料
迪克森-希爾鎮區的面積為163.69平方千米，當中陸地面積為163.28平方千米，而水域面積為0.41平方千米。根據2010年美國人口普查的數據，當地共有人口104人，而人口密度為每平方千米0.64人。